# Опоа
Опоа (таит. Opoa, фр. Opoa) — муниципалитет, расположенный в коммуне Тапутапуатеа на острове Раиатеа на Подветренных островах на архипелаге Общества в Заморском сообществе Франции Французской Полинезии.

## История

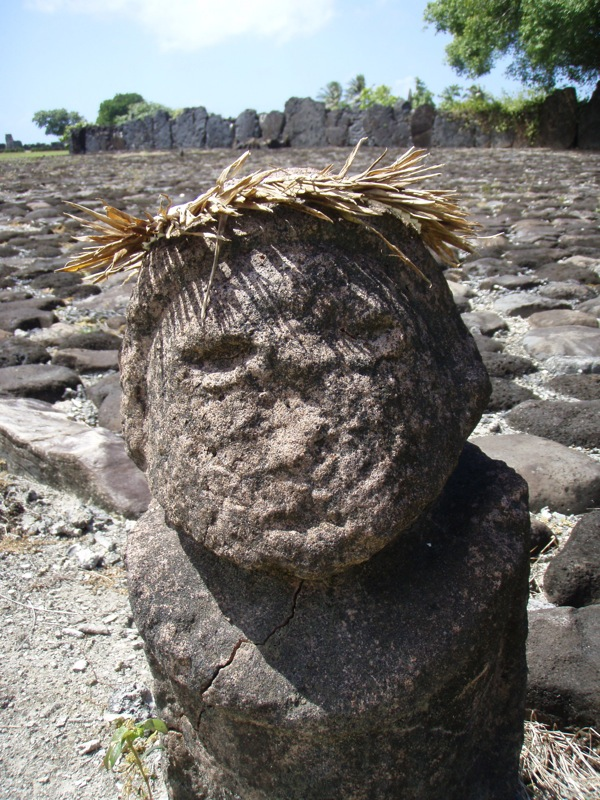
Изображение человека в Мараэ на территории муниципалитета Опоа

В древности территория мыса Матахира-и-те-раи (современная деревня Опоа) называлась «Те По», что в переводе означает «где обитают боги» и считалась священной. Для поклонения богу Та’ароа полинезийцы возвели там самый большой во всей Полинезии мараэ. Около 1000 года мараэ было достроено и посвящено богу Оро. Мараэ в Опоа считается религиозным центром восточной Полинезии.
22 февраля 2016 года в ходе официального визита в Французскую Полинезию президента Франции Франсуа Олланда он побывал в Опоа, чтобы посетить всемирно известное мараэ.
9 июля 2017 года Мараэ Тапутапуатеа было внесено в Список всемирного наследия ЮНЕСКО.

## Описание
Муниципалитет Опоа входит в состав коммуны Тапутапуатеа. Население муниципалитета составляет 1183 чел. (2017 год).
Самая высокая точка муниципалитета достигает 8 метров над уровнем моря.